# Witlesia oertzeniella
Witlesia oertzeniella är en fjärilsart som beskrevs av Gottlieb August Wilhelm Herrich-Schäffer 1848. Witlesia oertzeniella ingår i släktet Witlesia och familjen Crambidae. Inga underarter finns listade i Catalogue of Life.